# Guerra Luso-Bijapur (1555-1557)
A Guerra Luso-Bijapur de 1555 a 1557 foi um de vários conflitos armados entre Portugal e o Sultanato de Bijapur, que fazia fronteira com Goa, capital do Estado da Índia. 

## História
Goa foi conquistada pelo governador Afonso de Albuquerque em 1510 e, desde então, deram-se vários conflitos entre os portugueses e o Sultanato de Bijapur por vários motivos mas sobretudo relativos à posse dos distritos de Bardês e Salcete, chamados "Terras Firmes de Goa", e à segurança da cidade.
Em 1555 alguns nobres de Bijapur entraram em contacto com o governador da Índia D. Pedro de Mascarenhas para lhe pedir o seu apoio para uma revolta iminente contra o Hidalcão e colocar no trono Meale, um pretendente rival que residia em Goa. Meale recebeu o apoio português em troca de um terço de todos o saque capturado e da cedência de quase todos os territórios costeiros de Bijapur. Meale foi coroado na cidade vizinha de Pondá e de seguida atravessou a cordilheira dos Gates Ocidentais com um exército de apoiantes em direcção à capital, Bijapur.
Dom Antão de Noronha, entretanto, foi enviado com um corpo de tropas a tomar posse dos territórios prometidos e, enquanto recolhia tributos em Curale, foi atacado por 7000 homens junto ao rio Carlim mas as tropas do Hidalcão foram rechaçadas. Entretanto, Meale foi também ele derrotado pelas tropas do Hidalcão Ibraim Adil Xá, que solicitara ajuda ao Império de Bisnaga. Os portugueses retiraram-se de todos os territórios recém ocupados para a ilha de Goa, Bardês e Salcete.

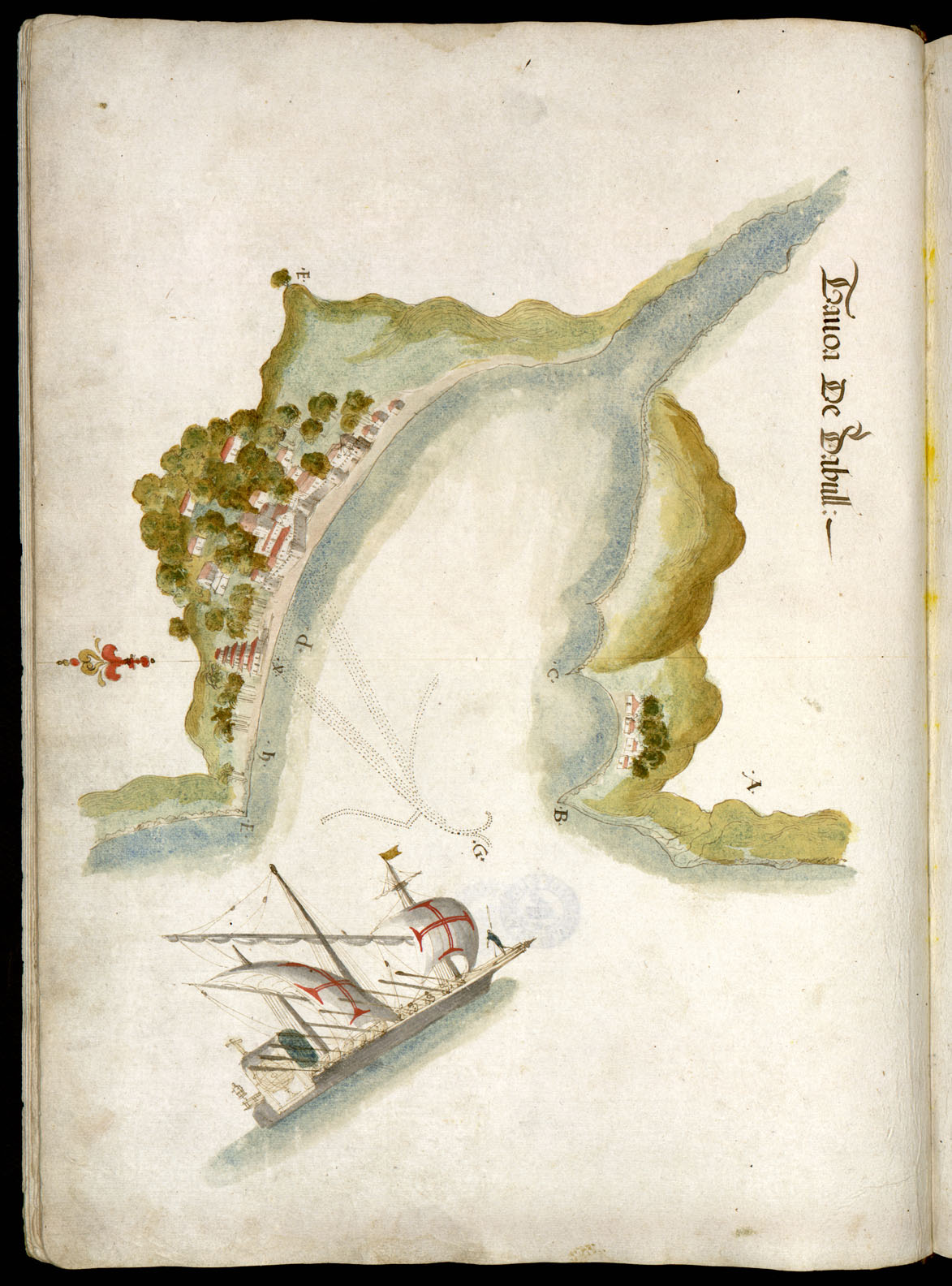
Galé portuguesa em Dabul.

Pedro Barreto Rolim, à cabeça de uma força naval, saqueou a cidade de Dabul. O Hidalcão tentou então ocupar Bardez e Salcete mas os portugueses ripostaram com vigor. As terras de Bardez foram repetidamente invadidas pelas tropas de Moratecão, mas foram repelidas pelo capitão João Peixoto. O general Nazermeleque marchou sobre Salsete e avistou a fortaleza de Rachol, de onde o capitão D. Pedro de Menezes, "o Ruivo", saiu com alguns a escaramuçar e, embora tenha combatido com eficácia, os portugueses acabaram por ser obrigados a abandonar o campo.
Ao tomar conhecimento disto, o novo governador da Índia, Francisco Barreto, partiu à cabeça de 200 cavaleiros, 3000 soldados portugueses e 1000 auxiliares canarim e desbaratou Nazermeleque em Pondá.
Os combates prosseguiram em Salcete e o comandante da Fortaleza de Rachol, D. Francisco de Mascarenhas, lutou contra as tropas do Hidalcão. Nazermeleque voltou a entrincheirar-se em Pondá mas pediu a paz após a chegada de vários navios vindos de Portugal com reforços e foi assinado um tratado pouco depois.
Os últimos anos da década de 1550 e a década de 1560 assistiram ao desenvolvimento de relações inesperadamente cordiais entre Goa e Bijapur, depois de Ibraim Adil Xá ter sido sucedido por Ali Adil Xá, que, ao contrário dos sultões anteriores, era descrito pelos portugueses como “muito liberal e magnânimo”, e com quem os portugueses esperavam estabelecer uma aliança contra os turcos Otomanos.
Os portugueses passaram então a centrar a sua atenção no Guzerate e no Ceilão.